# STEM

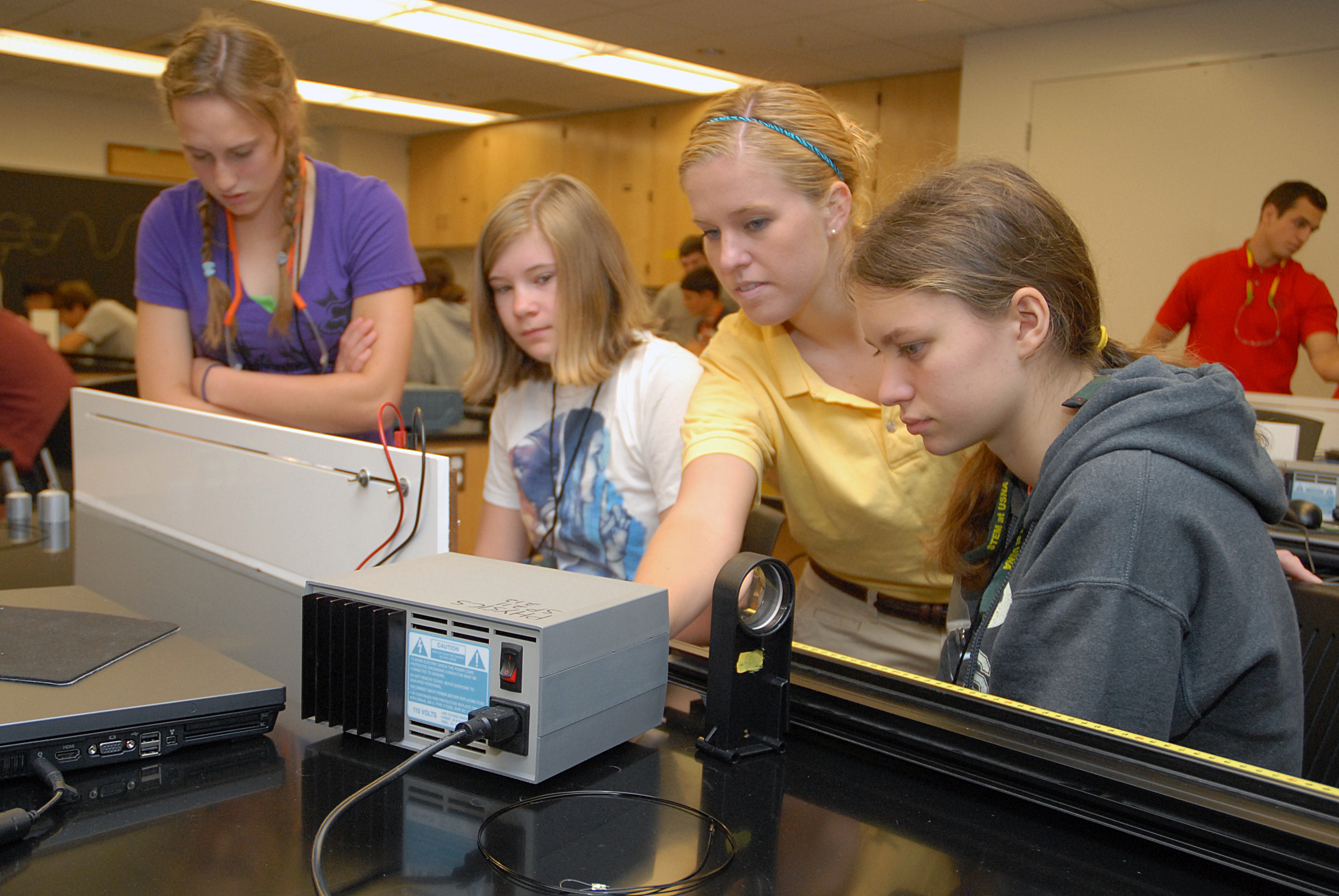
Учні беруть участь у STEM-програмі Академії військово-морських сил США

STEM (Science, Technology, Engineering and Mathematics, укр. наука, технології, інженерія, математика) — збірний термін, яким називають підходи до освітнього процесу, що полягають у отриманні теоретичних наукових знань у ході практичної діяльності.
Акронім STEM був запропонований в 2001 році для позначення тренду в освітній та професійній сферах науковцями Національного наукового фонду США.

## Характерні риси
STEM — це акронім, утворений від слів «природничі науки» (Science), «технологія» (Technology), «інженерія» (Engineering) та «математика» (Mathematics). Заняття будуються так, щоб усі чотири дисципліни були присутні в них і взаємно доповнювалися. Для STEM властиве змішане навчальне середовище та показ учням того, як науковий метод можна застосувати в повсякденному житті. На відміну від класичного навчання, де спершу засвоюються теоретичні знання, а потім вони закріплюються через практику, STEM пропонує поступово ускладнювані практичні завдання, щоб у ході їх виконання опановувати новими знаннями. Наприклад, через складання конструктора дізнатися про закони фізики. Велика частка занять при цьому відбувається в групах і передбачає активне спілкування між учнями. Таким чином відбувається не відтворення вже готових знань, а добування знань через особисту активність. Впровадження STEM забезпечує вміння формулювати завдання та шляхи їх вирішень, використовувати отримані знання в широкому наборі ситуацій, стимулює до наукових пошуків і винахідництва, сприяє позитивному ставленню до технологій. Викладач тут постає наставником, який допомагає знайти рішення.
Якщо до чотирискладового змісту STEM додається мистецтво, такий підхід називається STEAM (Art — мистецтво). Існують також варіації, як-от A-STEM (arts, science, technology, engineering, and mathematics), eSTEM (environmental STEM), STEMM (science, technology, engineering, mathematics, and medicine) тощо, в яких робиться акцент на певній категорії наук або особливій активності.
Крім того слово «stem» в англійській мові має ще й значення «стебло, росток, стовбур».

## STEM у світі

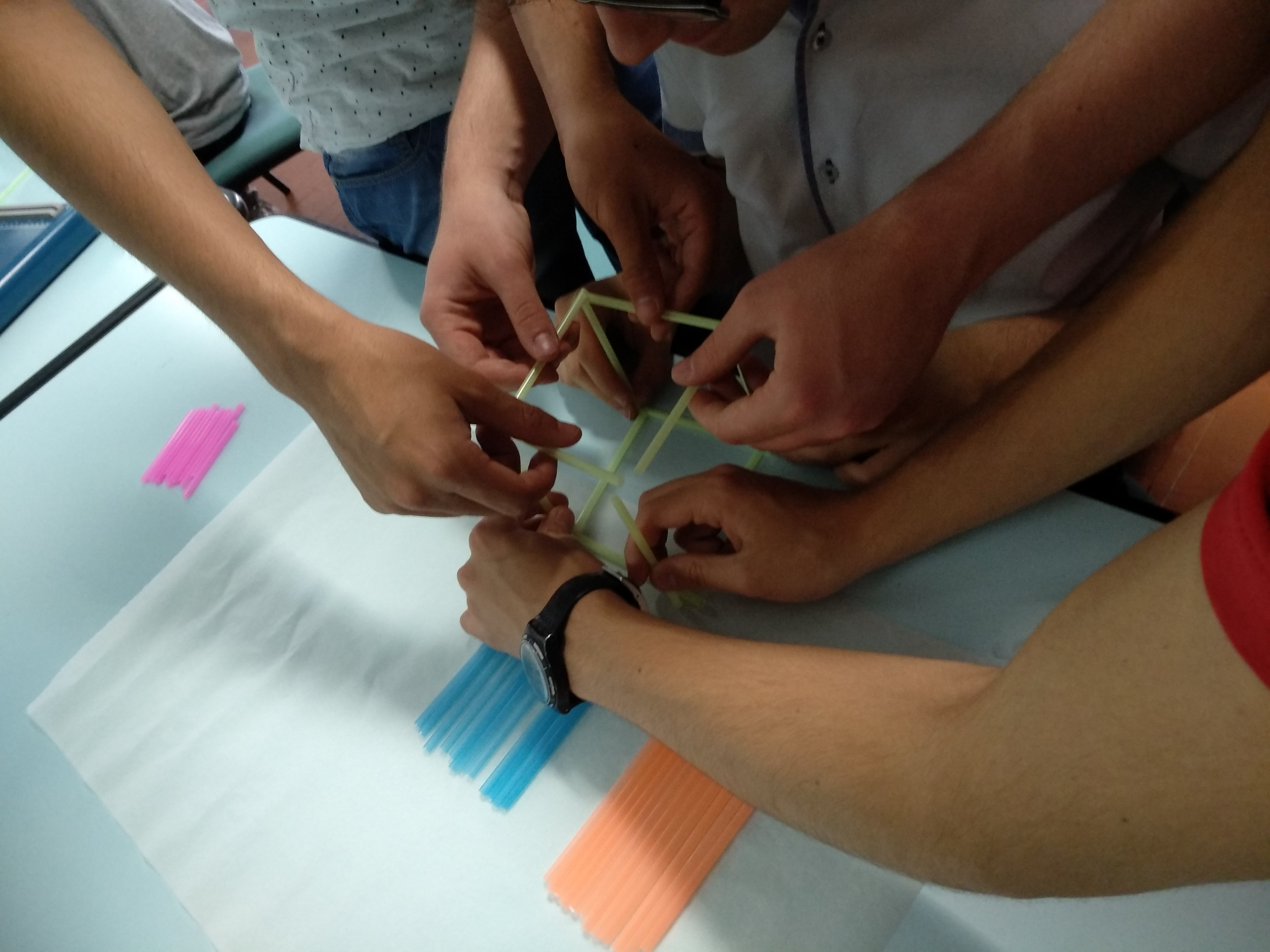
Учні виконують спільне завдання з побудови геометричної фігури

Поширення STEM зумовлене дефіцитом спеціалістів у галузях математики, природничих, комп’ютерних наук та технологій. Найгостріше така проблема спостерігається в США, Британії та Німеччині. STEM отримує пряме продовження в таких професіях, як архітектор, розробник програмного забезпечення, аналітик даних, інженер-хімік, інженер-електрик, інженер-механік, спеціаліст з обробки даних, геолог, фізик, ІТ-менеджер.
Найбільш активно просувають STEM-підхід в освітньому напрямку Сполучені Штати Америки. Програма STEM впроваджується на державному рівні. Такий підхід запроваджено у багатьох університетах США. STEM-освіта виокремилася в 2001 році, Е. Рауп заснував організацію «Ініціативна наука» (надалі «STEM.org») і вперше використав у документах поняття STEM. STEM-освіта як окрема галузь дидактики виокремилася в США в 2009 році з програми «Educate to Innovate». STEM-освіта в США координується Комітетом при Науково-технологічній раді та Комісією з науки, інженерної справи та суспільної політики Академії наук США.
У Великій Британії, за відсутності державних організацій, працюють дві недержавні, які здійснюють управління у STEM-освіті: «STEMNet» та «EngeeneringUK».
У Фінляндії замість акроніма STEM вживається LUMA. В 2003 р. у Гельсінкі було відкрито перший LUMA-центр на базі університету. В рамках підтримки цієї ідеї центри були відкриті по всій країні.
В Ірландії діє багато вечірніх курсів підвищення кваліфікації вчителів STEM з окремих предметів, поділені на блоки, модулі чи семінари.
Перспективним напрямком розвитку STEM є використання освіти для забезпечення сталого розвитку суспільства, подолання негативних змін клімату та інтеграція природних екосистем у штучне середовище.

## STEM в Україні

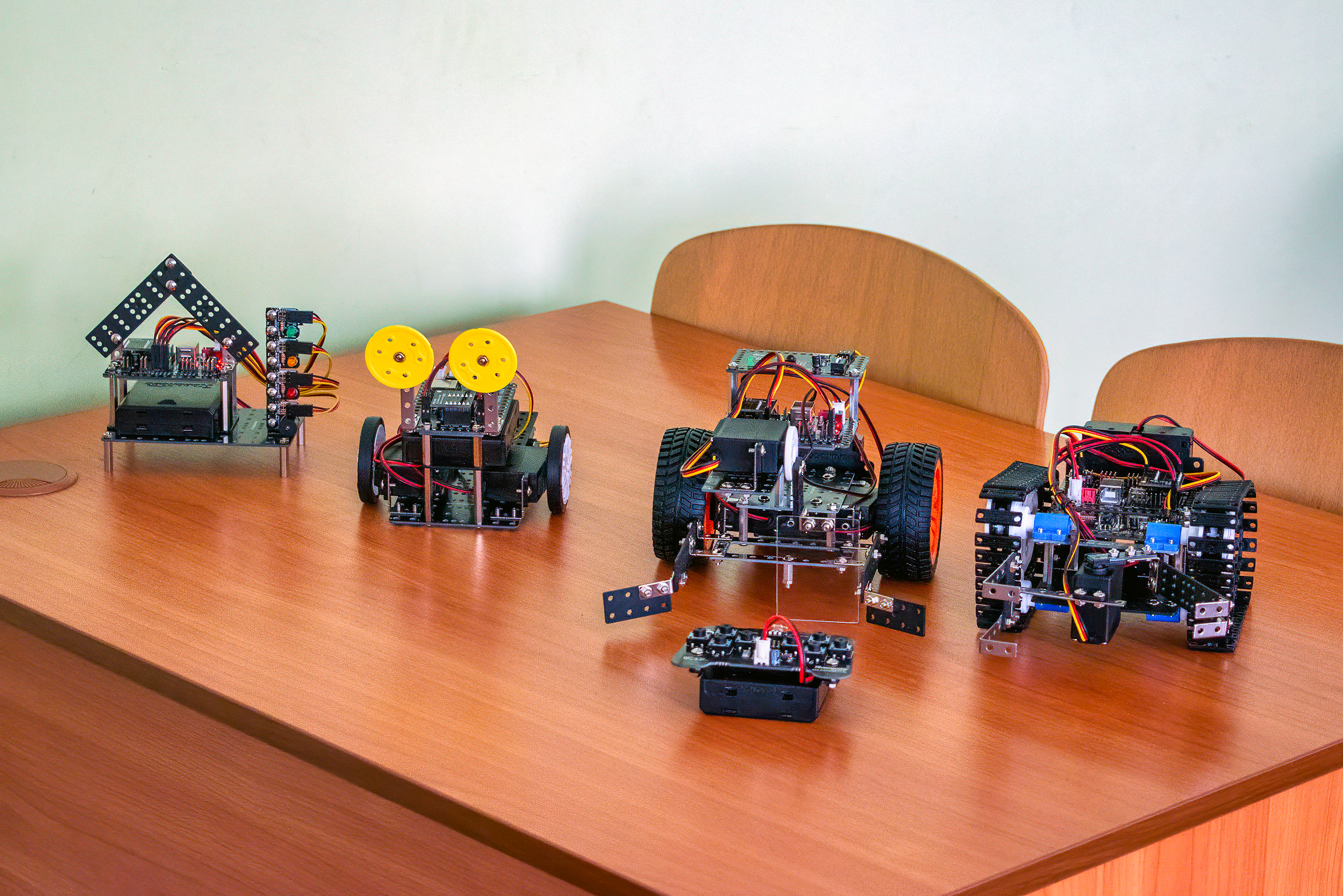
Освітні роботи, зібрані з конструктора RoboRobo

Початок STEM в Україні було покладено в 2015 році, коли у Міністерстві освіти і науки України відбувся присвячений їй круглий стіл. У 2016 році Міністерство затвердило план заходів на 2016—2018 роки, що окреслював передусім нормативно-правові зміни, а також передбачав проведення конференцій, розробку інтегрованих навчальних програм спецкурсів, факультативів, гуртків.
Для просування сучасних підходів в галузі освіти в Україні діє Інститут модернізації змісту освіти (ІМЗО).
Міністерством освіти і науки України 25 лютого 2021 року оприлюднено план заходів щодо реалізації Концепції розвитку природничо-математичної освіти (STEM-освіти) до 2027 року. Саму Концепцію Уряд ухвалив 5 серпня 2020-го. В ній описано комплекс заходів, пов'язаних із формуванням і розвитком навичок науково-дослідницької та інженерної діяльності, винахідництва, підприємництва, ранньої професійної самовизначеності та готовності до усвідомленого вибору майбутньої професії, популяризацією науково-технічних та інженерних професій, поширенням інновацій у сфері освіти, підвищення кваліфікації педагогів. З 2021 до 2025 року заплановано видання методичних рекомендацій, проведення змагань, семінарів, підвищення кваліфікації педагогічних та науково-педагогічних працівників тощо.
Осередками STEM є центри та лабораторії, спеціально обладнані конструкторами, дослідними приладами, 3D-принтерами, тренажерами. Багато з них діють при закладах загальної середньої освіти, позашкільної освіти та вищої й післядипломної педагогічної освіти. Основними напрямами діяльності STEM-центрів/лабораторій є: робототехніка, програмування, інженерія, тривимірне моделювання, комп’ютерне моделювання, конструювання, фрезерні та лазерні технології, мехатроніка.